# Сильверфокс
Сильверфо́кс (англ. Silverfox) — вымышленная героиня американских комиксов издательства Marvel Comics. Наиболее известна как бывшая девушка Росомахи. 
На протяжении многих лет с момента её первого появления в комиксах героиня появлялась в других медиа продуктах, в том числе мультсериалы, фильмы и видеоигры.

## История публикаций
Сильверфокс была создана сценаристом Крисом Клэрмонтом и художником Джоном Бьюсемой, дебютировав в Wolverine Vol vol. 2 #10 (Август 1989). Сценарист Стивен Грэм Джонс написал историю о Сильверфокс для антологии Marvel's Voices: Indigenous Voices (Ноябрь 2020), поскольку счёл героиню «близкой по духу», а также из-за её принадлежности к «черноногим индейцам».

## Биография
Впервые Кайла Сильверфокс появилась на страницах комиксов в августе 1989. По сюжету, в 1910 она стала жить вместе с Логаном в канадских Скалистых горах. Другой житель поселения по имени Виктор Крид напал на Сильверфокс и избил её до потери сознания. Логан, узнав об этом, вызвал Саблезубого на бой, но проиграл. После этого он покинул страну, не зная, что Кайла всё-таки выжила.
Спустя большое количество времени Кайла стала участницей программы «Оружие Икс», где воссоединилась с Логаном. Однако все участники этой программы были лишены воспоминаний, и поэтому она не вспомнила о том, что сделал с ней Виктор.
Из-за тяжелого воздействия на память Кайла предала свою команду и стала участницей террористической организации «Гидра» и убила профессора Торнтона, учёного организации «Оружие Икс». Участвовала в отравлении Марико Яшиды, возлюбленной Логана. Вместе с участниками Команды Икс нашла Альдо Ферро, человека, который много лет назад стер им память. Во время стычки Команды Икс и Альдо была убита Саблезубым и была перенесена Росомахой в Скалистые горы, туда, где они жили раньше.

## Вне комиксов

### Телевидение
- Сильверфокс появляется в серии «Оружие Икс, ложь и видео» мультсериала «Люди Икс» 1992 года.
- Сильверфокс фигурирует в анимированном комиксе «Росомаха против Саблезубого», где её озвучила Хезер Дорксен[5].

### Кино
- Линн Коллинз исполнила роль Кайлы Сильверфокс в фильме «Люди Икс: Начало. Росомаха» 2009 года. По версии фильма, вместо дара ускоренного исцеления она обладает способностью тактильного внушения[6][7]. Изначально героиню должна была сыграть Мишель Монаган, однако та не смогла принять участие в фильме из-за конфликта в расписании с другими проектами[8]. Описывая свою роль, Коллинз заявила: «Мне пришлось переиграть всех парней и их способности, связанных с большим количеством тестостерона. Но я узнала, что женская сила убеждения легко превосходит клыки, ножи и оружие»[9]. В статье Indian Country Today кастинг Линн Коллинз на роль героини комиксов Сильверфокс был отнесён к политике Голливуда по возвращению к эпохе «краснолицых», очень старой тенденции снимать в ролях коренных американцев актёров, не являющихся таковыми[10].
- В фильме «Росомаха: Бессмертный» Логан называет имя Кайлы во время ночного кошмара, но все равно не вспоминает её. Кроме того, её голос можно услышать в финале фильма. Для этого были использованы материалы фильма «Люди Икс: Начало. Росомаха»

### Видеоигры
Эйприл Стюарт озвучила Сильверфокс в игре X-Men Origins: Wolverine 2011 года. 